# Casa Vella del Cuní
La Casa Vella del Cuní és una masia de l'Esquirol (Osona) inclosa a l'Inventari del Patrimoni Arquitectònic de Catalunya.

## Descripció
Masia de planta rectangular (19 x 11 m), adossada pel sector Oest al pendent del terreny i coberta a dues vessants amb el carener paral·lel a la façana situada a ponent, la qual dona a peu de camí. Consta de baixos, planta i golfes. La majoria d'obertures són de gres picat. La façana principal presenta a la planta un portal rectangular al sector sud, amb la llinda esculturada amb un bonic escut amb el motiu de dos conills i datada (1682), al costat té una finestra rectangular datada (1731), dues de petites i una altra amb l'ampit motllurat. A les golfes s'obren quatre finestretes quadrades. La façana Nord presenta uns cossos de totxana adossats i un portal a la planta, al qual s'accedeix per unes escales. La façana Est presenta només dues finestres a la planta i la façana sud és gairebé cega i presenta dues finestres a les golfes i dos cossos de corts moderns a la planta.

## Història
Masia que pertany al terme de Sant Martí Sescorts, vinculat religiosament a Manlleu i civilment a la senyoria del Cabrerès. La seva demarcació forma part de la batllia del Cabrerès des del segle xv. Ara bé, la parròquia de Sant Martí Sescorts no es refon definitivament amb el municipi de l'Esquirol fins al 1824, quan el Consell de Castella va denegar l'existència de les "Masies de Santa Maria de Corcó", que havia funcionat entre el 1814 i el 1824 amb la capitalitat a Sant Martí Sescorts.